# 上野拓朗
上野 拓朗（うえの たくろう、1956年 - ）は、日本の経営コンサルタント。エコノミスト。文筆家。グロービス経営大学院大学経営研究科教授。

## 略歴
南カリフォルニア大学政治学科卒業（Dean's List）。同大学院修了。経済学修士。イェール大学経営大学院修了。経営学修士。
山林業を経て、経営大学院に学び、米国の投資銀行でサマー・アソシエートを務め、米国の経営コンサルティング会社に転じた。その後、米国のメディア企業でDVDの立ち上げにかかわり、現在は経営コンサルタント及びエコノミストとして活動している。また、経営戦略論、経営組織論、コーポレート・ガバナンス、メディア論、マーケティング論、国際情勢などについて寄稿。本来は、国際金融及び政治経済学の研究者として出発した。
グロービス経営大学院ではグローバル・パースペクティブの講義を担当。